# Psilochilus
Psilochilus é um género botânico pertencente à família das orquídeas (Orchidaceae). Foi proposto por João Barbosa Rodrigues, publicado em
Genera et Species Orchidearum Novarum 2: 272, em 1881. O gênero é tipificado pelo Psilochilus modestus Barb.Rodr.. O nome vem do grego psilo, calvo, e chilus, lábio, em referência ao labelo glabro de suas flores.
Psilochilus é composto por sete ou oito espécies de ervas humícolas de matas sombrias, algumas anteriormente submetidas ao gênero Pogonia. A maioria é originária dos países do noroeste da América Latina e Andes, duas entretanto ocorrem nas florestas do Brasil.
Suas espécies distinguem-se por apresentarem folhas verdes bem desenvolvidas, espessas, com a parte inferior do caule um tanto prostrada, ascendente, e ornada de raízes adventícias curtas e carnosas, principalmente junto aos nós.
A inflorescência é apical, com flores próximas que abrem em sequência. Estas são relativamente pequenas, com segmentos pouco abertos. Sépalas parecidas com as pétalas, as últimas ligeiramente mais curtas e espatuladas; labelo do comprimento das sépalas, trilobado, glabro, séssil. A coluna é delgada na base, espessando-se triangularmente em direção à antera que é apical.

## Espécies
1. Psilochilus carinatus Garay, Bot. Mus. Leafl. 26: 2 (1978).
2. Psilochilus dusenianus Kraenzl. ex Garay & Dunst., Venez. Orchids Ill. 3: 274 (1965).
3. Psilochilus macrophyllus (Lindl.) Ames, Orchidaceae 7: 45 (1922).
4. Psilochilus maderoi (Schltr.) Schltr., Arch. Bot. São Paulo 1: 180 (1926).
5. Psilochilus modestus Barb.Rodr., Gen. Spec. Orchid. 2: 273 (1881).
6. Psilochilus mollis Garay, Opera Bot., B 9(225: 1): 47 (1978).
7. Psilochilus physurifolius (Rchb.f.) Løjtnant, Bot. Not. 130: 168 (1977).